# Антиатлас
Антиатлас (на арабски: الأطلس الصغير) е планинска верига в югозападната част на Атласките планини, простираща се на около 600 km от югозапад на североизток на територията на Мароко, на границата със Сахара. На югозапад планината започва от долното течение на река Драа, а на североизток завършва до долината на река Зиз (губи се в пясъците на Сахара). На северозапад ясно изразен на терена тектонски разлом, по който протича река Сус я отделя от Висок Атлас, а на югозапад постепенно се понижава в периферната планинска верига Джебел Бани, след което завършва в долината на река Драа. От горното течение на река Драа се разделя на две обособени части: на югозапад същинската част на Антиатлас, а на североизток – планината Саго (2712 m). Средната ѝ надморска височина е 1590 m, а максималната – връх Сирва (3304 m). Изградена е от докамбрийски гранити и шисти. Антиатлас представлява периферен участък от Африканската платформа, издигнат по време на Алпийската орогенеза. Климатът е полупустинен. По северните склонове годишната сума на валежите е от 300 до 550 mm и тук се срещат малки горички съставени от каменен дъб, арганско дърво, атласка хвойна. Южните склонове са много по-сухи, покрити с каменисти сипеи. В долините на временните реки (уади) на места е развито поливно терасирано земеделие. Разработват се находки на кобалт, злато и никел.